# Phacelia glaberrima
Phacelia glaberrima är en strävbladig växtart som först beskrevs av John Torrey och S. Wats., och fick sitt nu gällande namn av Howell. Phacelia glaberrima ingår i Faceliasläktet som ingår i familjen strävbladiga växter. Inga underarter finns listade i Catalogue of Life.